# Crkva Svih Svetih (Wittenberg)
Crkva Svih svetih u Wittenbergu, obično nazivana Schlosskirche, što znači "Crkva dvorca" - kako bi se razlikovala od "gradske crkve", Stadtkirche Svete Marije - a ponekad je poznat i kao Spomen-crkva reformacije, je luteranska crkva u Wittenbergu, u Njemačkoj. Nazivana je  "Najpoznatijom građevinom u Wittenbergu", kao mjesto gdje je Martin Luther 31. listopada 1517. objavio svojih devedeset pet teza što se smatra početkom protestantske reformacije.

## Povijest
Crkvu Svih svetih je projektirao Conrad Pflüger a izgrađena između 1490 i 1511 po nalogu Fridrika III, izbornog kneza Saske u stilu kasne gotike. Bila je dio izbornog rezidencijalnog dvorca kneza izbornika, zvanog Schloss Wittenberg.
Nakon osnivanja Sveučilišta u Wittenbergu godine 1502, Crkva Svih Svetih je pripojena i služila je kao kapela Sveučilišta, te je je brzo evoluirala u važan akademski i bogštovani centar. Učenici su tamo primali svoje doktorata, a i Philipp Melanchthon je svoj poznati nastupni govor izrekao u ovoj crkvi. Razvijen je tradicija pokapanja akademskih dostojanstvenika Sveučilišta u crkvi.
Tilman Riemenschneider, Jacopo de 'Barbari i Albrecht Dürer su dopinijeli izgradnji dvorca, a zatim i crkve.

## 95 teza
31. listopada 1517., Martin Luther objavio svojih 95 teza na vratima Crkve Svih svetih, što se obično smatra za početak, ili barem iskru koja je dovela do početka protestantske reformacije.

## Sedmogodišnji rat
Godine 1760, tijekom sedmogodišnjeg rata, točnije pomeranskog rata, crkva je bila jako uništena u požar od bombardiranja. Tijekom tog požara crkva je gotovo uništena, te je ostala samo polovica temelja. Drvena vrata na kojima je Martin Luther svojih 95 teza također su bila uništena. Crkva je ubrzo bila obnovljena. Mnoge od neprocjenjivih umjetnina koje su bile smještene u crkvi su bile uništene zauvijek.

## Komemorativna vrata
Godine 1858, po nalogu Fridrika Vilima IV od Pruske, spomen brončana vrata su postavljena na mjestu gdje su bila izvorna drvena. Na vratima 95 teza se pojavljuju u izvornom latinskom obliku a sama vrata teže oko 1 tonu .
10. studenog 1858, točno 375 godina od dana rođenja Martina Luthera, nova vrata su obilježena na svečanoj ceremoniji.
Iznad vrata je slika koja prikazuje Luthera na desnoj strani s njemačkom Biblijom, i Philippa Melanchthona na lijevoj strani, s Augsbuškom ispovijedi, glavnom ispovijedi vjere u Luteranskoj crkvi koja je formirana od strane Luthera i Melanchthona.Ova vrata su među najfotografiranijima u Europi. 
Između 1883 i 1892, crkva je je obnovljena i restaurirana pod nadzorom J.H.F. Adlera od strane njegov učenik Paul Ferdinand Grotha (1859-1955).
Dana 31. listopada 1892., 375 godina nakon što je Luther svojih 95 teza objavio na vratima crkve, crkva je bila ponovno otvorena.

## Novi prozori
Godine 1983., 500 godina nakon rođenja Luthera, 12 novih prozora je postavljeno u crkvu. To je učinjeno u čast najvažnijih Lutherovih učenika (nasljedovatelja)  reformacije, a napravila ih je Renate Brömme u "Vječnom" stilu po nalogu luteranske svjetske federacije.

## Crkva danas
Danas, crkva služi ne samo kao mjesto bogoslužja, nego kao i kuće gradskih povijesnih arhiva, te je mjesto Riemer-muzeja i omladinski hostel.
Crkva 'je također poznata po svojem 88-metara visokim tornju, s kojeg se može dobiti dobar pogled na grad Wittenbergu i okolna sela.Citat: "Ein feste Burg ist Unser Gott" (engleski: "Moćna tvrđava je naš Bog"), iz jednog od Lutherovih o himni, okružuje toranj.

## Grobnice
Grobnice Martina Luthera i Philippa Melanchthona se nalaze u ovoj crkvi . Na Lutherovom grobu, koji se nalazi ispod propovjedaonice, je upisano" Ovdje je pokopan tijelo Doktora Svete teologije, Martina Luthera, koji je umro u godini Krista 1546, 18. veljače, u rodnom gradu Eislebenu, nakon što je živio 63 godine, 2 mjeseca i 10 dana. " Melanchthon je držao propovijed na Lutherovom ukopu. 
Također, tu su u prirodnoj veličini kipovi od alabastera Fridrika III i njegova brata Ivan, izbornog kneza Saske. Tu je i nekoliko brončanih skulptura, također Fridrika III i Ivana koji su učinili Peter Vischer Mlađi i Hans Vischer. Osim toga, crkva ima mnogo slika koje su naslikali i Lucas Cranach Mlađi i Lucas Cranach Stariji.